# Astrid Guyart
Astrid Guyart (n. 17 martie 1983, Suresnes, Île-de-France, Franța) este o scrimeră olimpică franceză, specializată pe floretă, vicecampioană mondială pe echipe în 2013 și dublă campioană europeană pe echipe în 2012 și în 2013.
A participat la Jocurile Olimpice din 2012, unde a fost eliminată în tabloul de 16 de tunisianca Inès Boubakri, după ce a condus 5-0. La proba pe echipe, Franța a fost învinsă clar de Italia în semifinală, scorul fiind 22-45. În „finala mică” a înțalnit Coreea de Sud. Începutul meciului a fost echilibrat, scorul fiind 10-9 după două reprize, dar Franța s-a prăbușit 13-0 în cele din urma, inclusiv un 0-6 lui Astrid Guyart împotriva lui Jung Gil-ok. Meciul s-a încheiat cu scorul de 45-32 în favoarea Coreei, Franța rămânând fără medalie.
În paralel cu cariera sa sportivă, a studiat aeronautică la școala de ingineri EPF. După un stagiu la Centrul Național de Studii Spatiale, a fost angajată în anul 2007 la Astrium, acum entitatea spațiu-apărare din Airbus. A lucrat printre altele la ameliorarea continuă a lansatorului Ariane 5. 
Fratele ei mai mare Brice a fost și el un floretișt, campion olimpic la individual la Sydney 2000 și pe echipe la Atena 2004.

## Legături externe
- Materiale media legate de Astrid Guyart la Wikimedia Commons
- en  Prezentare Arhivat în 24 septembrie 2015, la Wayback Machine. la Confederația Europeană de Scrimă
- en Astrid Guyart la Olympedia.org